# Fjodor Rostoptsjin

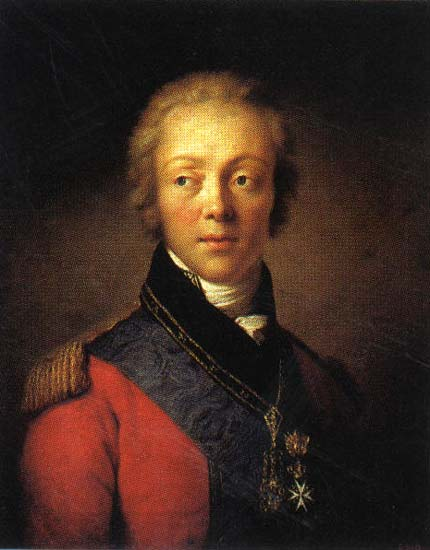
Fjodor Rostoptsjin (1800)

Fjodor Vasilivitsj Rostoptsjin (Russisch: Фёдор Васи́льевич Ростопчи́н) (Kosmodemjanskoje (Gouvernement Orjol), 23 maart 1763 – Moskou, 30 januari 1826) 
Fjodor Rostoptsjin was een Russisch staatsman die tijdens de aanval van Napoleon Bonaparte op Moskou de gouverneur van de stad was. Hij had daarvoor al de taak om de defensie van Rusland tegen het oprukkende Franse leger op te zetten. Aan Rostoptsjin wordt toegeschreven dat hij in 1812 de deuren van de gevangenissen in Moskou liet openen. Ook zou hij het parlementsgebouw in brand hebben laten steken, hetgeen tot de brand van Moskou leidde. In 1823 liet hij in Parijs een pamflet drukken om zijn daden te verklaren.